# Praça Assis Chateaubriand
A praça Assis Chateaubriand (também conhecida como «praça dos Taxistas») está localizada no bairro do Jardim 13 de Maio, em João Pessoa, capital do estado brasileiro da Paraíba.  A praça possui mesas para partidas de dama ou xadrez, playground, aparelho para ginástica e área para caminhadas. O projeto oferece ainda toda acessibilidade para deficientes físicos e idosos, além de paisagismo e iluminação ornamental.
O lagradouro, batizado em homenagem ao jornalista paraibano Assis Chateaubriand, apresenta uma área de 1.570 metros quadrados e foi orçado em 80,415,39 reais. O local foi inaugurado pelo prefeito Ricardo Coutinho.
Uma praça homônima existe no bairro Ibes, em Vila Velha, Espírito Santo. 